# نخيلة (حاصبيا)
النخيلة هي إحدى القرى اللبنانية من قرى قضاء حاصبيا في محافظة النبطية.